# Land- und Stadtgericht Wormditt
Das Land- und Stadtgericht Wormditt war von 1822 bis 1849 ein preußisches Land- und Stadtgericht mit Sitz in Wormditt.

## Geschichte
Das Land- und Stadtgericht Wormditt wurde 1822 aus dem Stadtgericht Wormditt und Teilen des Justizamts Wormditt gebildet. Es war ein Gericht 2. Klasse im Sprengel des Oberlandesgerichts Königsberg.
1837 umfasste der Gerichtsbezirk die Stadt Wormditt 3114 Gerichtseingesessene und 34 Ortschaften mit 7864 Gerichtseingesessenen (zusammen also 10.978 Gerichtseingesessene). Am Gericht waren ein Stadt- und Landrichter, ein Assessor und zwei weitere Mitarbeiter beschäftigt.
Nach der Märzrevolution wurden 1849 einheitlich Kreisgerichte gebildet. In Wormditt entstand die Gerichtskommission Wormditt des Kreisgerichts Braunsberg.